# Freestyle-Skiing-Juniorenweltmeisterschaften 2007
Die 3. FIS Freestyle-Skiing-Juniorenweltmeisterschaften fanden vom 16. bis zum 19. März 2007 im Airolo statt. Ausgetragen wurden Wettkämpfe im Aerials, Moguls, Dual Moguls, Skicross und Halfpipe.

## Medaillenspiegel
| Platz | Land                | Gold | Silber | Bronze | Gesamt |
| ----- | ------------------- | ---- | ------ | ------ | ------ |
| 1     | Vereinigte Staaten  | 2    | 5      | 2      | 9      |
| 2     | Frankreich          | 2    | 1      | 1      | 4      |
| 3     | Schweiz             | 1    | 1      | 2      | 4      |
| 4     | Volksrepublik China | 1    | 1      | 1      | 3      |
| 5     | Russland            | 1    | 1      | -      | 2      |
| 6     | Kanada              | 1    | -      | 1      | 2      |
| 6     | Kasachstan          | 1    | -      | 1      | 2      |
| 8     | Belarus             | 1    | -      | -      | 1      |
| 9     | Finnland            | -    | 1      | 1      | 2      |
| 10    | Ukraine             | -    | -      | 1      | 1      |
|       | Gesamt              | 10   | 10     | 10     | 30     |

## Ergebnisse Frauen

### Aerials
| Platz | Land                | Sportlerin         | Punkte |
| ----- | ------------------- | ------------------ | ------ |
| 1     | Volksrepublik China | Xu Mengtao         | 168,84 |
| 2     | Volksrepublik China | Yang Yu            | 156,97 |
| 3     | Ukraine             | Olga Polyuk        | 132,58 |
| 4     | Russland            | Elvira Biktimirowa | 117,59 |
| 5     | Schweiz             | Nadja Leuenberger  | 114,39 |
| 6     | Volksrepublik China | Song Shuyao        | 113,44 |
| 7     | Belarus             | Maria Shcherbina   | 106,40 |
| 8     | Vereinigte Staaten  | Allison Lee        | 98,60  |
| 9     | Schweiz             | Tanja Schärer      | 94,45  |
| 10    | Volksrepublik China | Zhang Mo           | 91,00  |

Datum: 17. März 2007

Es waren 14 Teilnehmerinnen am Start.

### Moguls
| Platz | Land               | Sportlerin             | Punkte |
| ----- | ------------------ | ---------------------- | ------ |
| 1     | Russland           | Jekaterina Stoljarowa  | 27,09  |
| 2     | Vereinigte Staaten | Kayla Snyderman        | 26,07  |
| 3     | Kanada             | Chloé Dufour-Lapointe  | 25,98  |
| 4     | Vereinigte Staaten | McKenzy Golding        | 24,73  |
| 5     | Vereinigte Staaten | Ani Haas               | 24,73  |
| 6     | Kanada             | Maxime Dufour-Lapointe | 24,60  |
| 7     | Frankreich         | Alizée Boulangeat      | 24,34  |
| 8     | Deutschland        | Constanze Kraus        | 24,31  |
| 9     | Russland           | Regina Rachimowa       | 23,61  |
| 10    | Kasachstan         | Darja Rybalowa         | 23,40  |

Datum: 18. März 2007

Es waren 26 Teilnehmerinnen am Start.

Weitere Teilnehmerinnen aus deutschsprachigen Ländern:

 Marina Kaffka: 16. Platz

 Katherina Förster: 18. Platz

 Marina Happach: 20. Platz

### Dual Moguls
| Platz | Land               | Sportlerin            |
| ----- | ------------------ | --------------------- |
| 1     | Kanada             | Chloé Dufour-Lapointe |
| 2     | Russland           | Jekaterina Stoljarowa |
| 3     | Kasachstan         | Julija Rodionowa      |
| 4     | Frankreich         | Alizée Boulangeat     |
| 5     | Schweden           | Martina Schriwer      |
| 6     | Vereinigte Staaten | Kayla Snyderman       |
| 7     | Deutschland        | Constanze Kraus       |
| 8     | Kanada             | Henriane Latour       |

Datum: 19. März 2007

Es waren 26 Teilnehmerinnen am Start.

Weitere Teilnehmerinnen aus deutschsprachigen Ländern:

 Katherina Förster: 16. Platz

 Marina Kaffka: 17. Platz

 Marina Happach: 25. Platz

### Skicross
| Platz | Land        | Sportlerin             |
| ----- | ----------- | ---------------------- |
| 1     | Frankreich  | Alizée Boulangeat      |
| 2     | Frankreich  | Clara Marsan           |
| 3     | Schweiz     | Flurina Marugg         |
| 4     | Norwegen    | Anna Moland            |
| 5     | Schweiz     | Katrin Müller          |
| 6     | Deutschland | Julia Manhard          |
| 7     | Norwegen    | Nicoline Hansen-Tangen |
| 8     | Deutschland | Christina Manhard      |
| 9     | Deutschland | Sarah Reisinger        |
| 10    | Schweiz     | Karin Wüthrich         |

Datum: 16. März 2007

Es waren 16 Teilnehmerinnen am Start.

### Halfpipe
| Platz | Land               | Sportlerin      | Punkte |
| ----- | ------------------ | --------------- | ------ |
| 1     | Vereinigte Staaten | Kim Sharp       | 27,80  |
| 2     | Vereinigte Staaten | Sophia Schwartz | 27,10  |
| 3     | Frankreich         | Anaïs Caradeux  | 22,40  |
| 4     | Vereinigte Staaten | Jessie Sharp    | 18,70  |
| 5     | Frankreich         | Vanessa Coletta | 12,10  |

Datum: 18. März 2007

Es waren fünf Teilnehmerinnen am Start.

## Ergebnisse Männer

### Aerials
| Platz | Land                | Sportler       | Punkte |
| ----- | ------------------- | -------------- | ------ |
| 1     | Belarus             | Maksim Huszik  | 199,56 |
| 2     | Vereinigte Staaten  | Dylan Ferguson | 178,53 |
| 3     | Volksrepublik China | Wu Chao        | 173,07 |
| 4     | Kanada              | Remi Belanger  | 169,12 |
| 5     | Kanada              | Olivier Rochon | 169,01 |
| 6     | Volksrepublik China | Qi Guangpu     | 156,51 |
| 7     | Kanada              | Travis Gerrits | 155,46 |
| 8     | Russland            | Juri Schapkin  | 141,27 |
| 9     | Vereinigte Staaten  | G W Creighton  | 137,35 |
| 10    | Vereinigte Staaten  | Matt DePeters  | 136,35 |

Datum: 17. März 2007

Es waren 17 Teilnehmer am Start.

Weitere Teilnehmer aus deutschsprachigen Ländern:

 Moritz Biel: 13. Platz

 Alessandro Dang: 16. Platz

### Moguls
| Platz | Land               | Sportler                | Punkte |
| ----- | ------------------ | ----------------------- | ------ |
| 1     | Vereinigte Staaten | Bryon Wilson            | 28,85  |
| 2     | Vereinigte Staaten | Jay Bowman-Kirigin      | 28,30  |
| 3     | Vereinigte Staaten | Joseph Discoe           | 27,50  |
| 4     | Vereinigte Staaten | Jimmy Discoe            | 27,31  |
| 5     | Russland           | Alexander Smyschljajew  | 27,31  |
| 6     | Australien         | Ramone Cooper           | 26,87  |
| 7     | Kanada             | Renaud Jacques-Dagenais | 26,58  |
| 8     | Kanada             | Leonard Latour          | 26,41  |
| 9     | Finnland           | Eemeli Kallas           | 26,20  |
| 10    | Frankreich         | Anthony Benna           | 25,71  |

Datum: 18. März 2007

Es waren 50 Teilnehmer am Start.

Weitere Teilnehmer aus deutschsprachigen Ländern:

 Schorsch Happach: 24. Platz

 Manuel Brambrink: 29. Platz

 Marvin Schwarz: 30. Platz

 Nadir Lafranchi: 31. Platz

 Sebastien Eichner: 32. Platz

 Mattia Mannetti: 38. Platz

 Michael Mühlebach: 39. Platz

### Dual Moguls
| Platz | Land               | Sportler               |
| ----- | ------------------ | ---------------------- |
| 1     | Kasachstan         | Dmitri Reicherd        |
| 2     | Vereinigte Staaten | Jimmy Discoe           |
| 3     | Vereinigte Staaten | Jay Bowman-Kirigin     |
| 4     | Australien         | Ramone Cooper          |
| 5     | Kanada             | Leonard Latour         |
| 6     | Finnland           | Harri Kyllönen         |
| 7     | Frankreich         | Mathieu Navillod       |
| 8     | Russland           | Alexander Smyschljajew |

Datum: 19. März 2007

Es waren 46 Teilnehmer am Start.

Weitere Teilnehmer aus deutschsprachigen Ländern:

 Marvin Schwarz: 25. Platz

 Sebastien Eichner: 26. Platz

 Schorsch Happach: 27. Platz

 Manuel Brambrink: 30. Platz

 Mattia Mannetti: 31. Platz

 Michael Mühlebach: 37. Platz

 Nadir Lafranchi: 46. Platz

### Skicross
| Platz | Land        | Sportler            |
| ----- | ----------- | ------------------- |
| 1     | Schweiz     | Renato Trummer      |
| 2     | Schweiz     | Gregor Vinzens      |
| 3     | Schweiz     | Armin Niederer      |
| 4     | Frankreich  | Charley Le Gall     |
| 5     | Deutschland | Andreas Tischendorf |
| 6     | Tschechien  | Petr Takač          |
| 7     | Schweden    | Philip Karlstam     |
| 8     | Norwegen    | Kim-Robert Moen     |
| 9     | Schweiz     | Peter Stähli        |
| 10    | Norwegen    | Anders Rekdal       |

Datum: 16. März 2007

Es waren 18 Teilnehmer am Start.

Weitere Teilnehmer aus deutschsprachigen Ländern:

 Moritz Knoche: 12. Platz

 Felix Knoche: 14. Platz

### Halfpipe
| Platz | Land               | Sportler                |
| ----- | ------------------ | ----------------------- |
| 1     | Frankreich         | Kévin Rolland           |
| 2     | Finnland           | Antti-Jussi Kemppainen  |
| 3     | Finnland           | Kalle Leinonen          |
| 4     | Norwegen           | Elvis Harsheim Eidsvold |
| 5     | Frankreich         | Thibault Fornier        |
| 6     | Vereinigte Staaten | David Wise              |

Datum: 18. März 2007

Es waren 21 Teilnehmer am Start.

Weitere Teilnehmer aus deutschsprachigen Ländern:

 Nicolas Vuignier: 13. Platz